# Luciola aquatilis
Luciola aquatilis is een keversoort uit de familie glimwormen (Lampyridae). De wetenschappelijke naam van de soort werd voor het eerst geldig gepubliceerd in 2007 door Thancharoen in Thancharoen, Ballantyne, Branham & Jeng.